# Ogniar
Ogniar (Pyrolirion Herb.) – rodzaj roślin z rodziny amarylkowatych, obejmujący 8 gatunków, występujących endemicznie w północnym Chile, Peru i Boliwii. 

## Morfologia
Wieloletnie rośliny zielne, geofity cebulowe. Liście równowąskie do równowąskolancetowatych. Kwiat pojedynczy, wzniesiony, wyrastający na pustym w środku głąbiku, niekiedy kwiat pozostaje siedzący. Okwiat promienisty, lejkowaty, o różnych barwach, w dolnej części zrośnięty w rurkę, powyżej rozpostarty. Pręciki wolne, niemal równej długości. Zalążnia dolna. Szyjka słupka potrójnie rozgałęziona, zakończona łopatkowatymi znamionami. Torebki zawierają czarne, spłaszczone nasiona z białym szwem.

## Systematyka
Pozycja systematyczna
Rodzaj z plemienia Hippeastreae, podrodziny amarylkowych Amaryllidoideae z rodziny amarylkowatych Amaryllidaceae. We wcześniejszych ujęciach traktowany jako podrodzaj w rodzaju zefirant.
Wykaz gatunków
- Pyrolirion albicans Herb.
- Pyrolirion arvense (F.Dietr.) Erhardt, Götz & Seybold
- Pyrolirion boliviense (Baker) Sealy
- Pyrolirion cutleri (Cárdenas) Ravenna
- Pyrolirion flavum Herb.
- Pyrolirion huantae Ravenna
- Pyrolirion tarahuasicum Ravenna
- Pyrolirion tubiflorum (L'Hér.) M.Roem.

## Nazewnictwo
Etymologia nazwy naukowejNazwa naukowa rodzaju pochodzi od greckich słów πυρο (pyro – ogień) i λείριον (lirion – lilia) i odnosi się do koloru kwiatów tych roślin.
Nazwy zwyczajowe w języku polskimPolska nazwa rodzaju Pyrolirion: ogniar, wskazana została w Słowniku nazwisk zoologicznych i botanicznych polskich... Erazma Majewskiego wydanym w roku 1894 i w Słowniku polskich imion rodzajów oraz wyższych skupień roślin z roku 1900 Józefa Rostafińskiego.
Synonimy taksonomiczne
- Leucothauma Ravenna, Onira 11: 65 (2009).

## Zastosowanie
W cebulach i liściach Pyrolirion albicans obecnych jest dziesięć alkaloidów amarylkowatych o właściwościach bioaktywnych, w tym ponad 10 μg/100 g suchej masy galantaminy, stosowanej w leczeniu choroby Alzheimera.